# Emilio De Marchi (escritor)
Emilio De Marchi (Milão, 31 de julho de 1851 – Milão, 6 de fevereiro de 1901) foi um escritor, poeta e tradutor italiano, considerado um dos mais importantes romancistas da segunda metade do século XIX na Itália. Suas obras retratam com realismo a vida dos camponeses da Lombardia e da pequena burguesia milanesa.

### Vida e obra
Nascido em uma família humilde, De Marchi ficou órfão de pai ainda jovem, mas conseguiu formar-se em Letras pela Academia Científico-Literária de Milão (futura Universidade de Milão), onde mais tarde se tornou professor. Influenciado pela Scapigliatura, movimento literário milanês, manteve-se, no entanto, fiel ao realismo moral de Alessandro Manzoni, evitando os excessos do naturalismo.
Além da literatura, dedicou-se a obras de caridade, experiência que refletiu em seus romances. Fundou a revista La Vita Nuova, mas afastou-se quando esta se fundiu com a publicação radical Il Preludio, por discordar de sua linha editorial.
Seus primeiros romances, como Tra gli stracci (1876) e Il signor dottorino (1877), seguem uma moral burguesa, enfatizando resignação e honestidade em vez de revolta social. Em 1887, alcançou grande sucesso com Il cappello del prete, um romance policial de alto nível literário, ambientado em Nápoles, no qual um chapéu é a única pista para desvendar um assassinato.
Sua obra mais conhecida, Demetrio Pianelli (1889), narra a história de um modesto funcionário que, após o suicídio do irmão, assume o sustento da família, apaixonando-se pela cunhada. O livro, repleto de humor e drama, destaca-se pelo retrato da vida burocrática milanesa e pela humanidade de seus personagens.
Entre outros romances, destacam-se Arabella (1892), continuação indireta de Demetrio Pianelli, e Giacomo l'idealista (1897), onde o melodrama ganha espaço.

### Traduções e outros trabalhos
Menos conhecida é sua contribuição como tradutor, especialmente das Fábulas de La Fontaine (1885-1886), que adaptou com maestria, substituindo referências francesas por elementos da cultura italiana, como personagens de Os Noivos.

### Educador e escritor popular
Paralelamente à ficção, De Marchi desenvolveu intensa atividade pedagógica. Escreveu contos e manuais voltados ao público juvenil, como L’età preziosa (1888), baseados em valores como vontade, moralidade e espírito cívico. Sua colaboração com a revista L’Italia giovane e a fundação do periódico La Buona Parola, destinado à educação das classes populares, evidenciam seu compromisso com a formação moral e social. Seu objetivo era claro: usar a escrita – literária ou pedagógica – como instrumento de educação popular. Para ele, a literatura não devia apenas entreter ou expressar a individualidade artística, mas sobretudo formar o espírito, cultivar valores e oferecer modelos de conduta acessíveis aos leitores comuns.

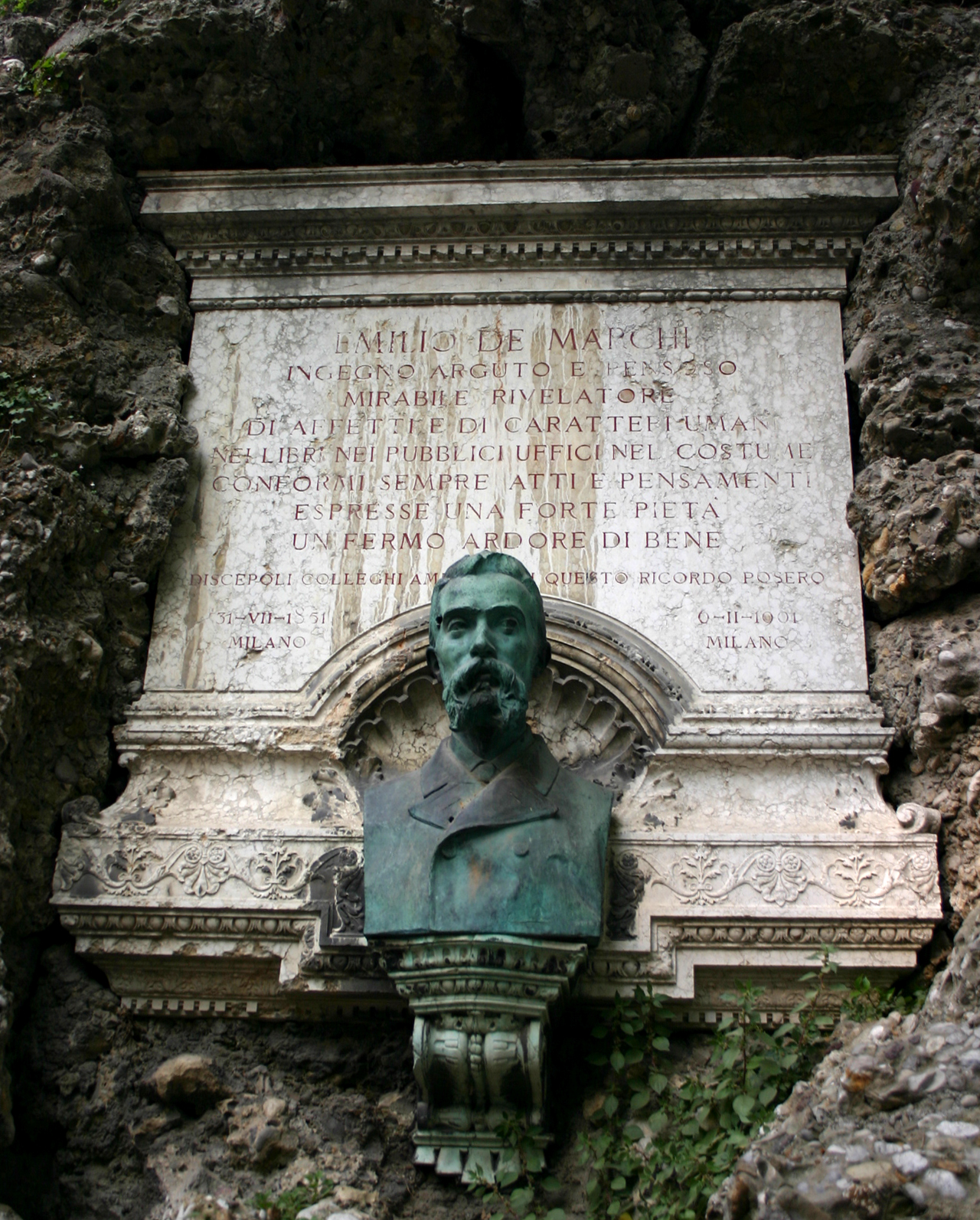
Monumento num Jardim Público de Milão

### Estilo e legado
O estilo de De Marchi é marcado por simplicidade e clareza, com traços de oralidade e linguagem popular milanesa. Sua prosa conjuga lirismo discreto, observação psicológica e crítica social velada. Embora suas poesias não tenham alcançado destaque, sua veia poética se expressa com mais autenticidade nas descrições dos arredores de Milão, reunidas em Milanin Milanon (1902), que revelam um De Marchi melancólico e sensível à paisagem e à vida cotidiana.
Sua produção – tanto literária quanto pedagógica – revela a coerência de um pensador moral e social, guiado por suas intenções voltadas à melhoria da condição humana, especialmente das camadas humildes da sociedade.
De Marchi acreditava na literatura como instrumento educativo, publicando seus romances em jornais para alcançar um público amplo. Sua obra, equilibrada entre realismo e moralismo, permanece como um testemunho vívido da sociedade italiana do século XIX.

### Cronologia
1851. Emilio De Marchi nasce em Milão, em 31 de julho.
1860. Morre seu pai, Giovanni.
1874. Forma-se em Letras, pela Academia científico-literária de Milão. Publica I due filosofi.
1876. Dedica-se a escrever Tra gli stracci, e Il signor dottorino.
1877. Publica no periódico La vita nuova, do qual foi um dos fundadores, Due anime in un corpo e Storielle di Natale (reunidos em volume em 1880).
1879. Torna-se secretário da Accademia Scientifico-Letteraria.
1882. Reúne em volume as novelas escritas em anos anteriores com o título Sotto gli alberi.
1885. Publica a coletânea de novelas intitulada Storie d’ogni colore e traduções das Fábulas de La Fontaine.
1887. Publica, primeiro em folhetim e depois em livro, O chapéu do padre, que constitui sua verdadeira afirmação como romancista.
1888. Torna-se conhecido como pedagogo com a obra L’Età preziosa, premiada pelo Istituto Lombardo di Scienze e Lettere.
1889. Publica uma coletânea de poesias, Vecchie cadenze e nuove.
1890. Publica em livro sua obra-prima Demetrio Pianelli, publicado no ano anterior em capítulos com o título La bella pigotta.
1892. Publica Arabella, romance publicado em folhetim no ano anterior.
1894. Alterna a atividade de romancista com a de pedagogo e moralista, com a obra I nostri figlioli.
1895. Sai uma nova coletânea de contos, intitulada Nuove storie d’ogni colore.
1897. Publica seu terceiro romance, Giacomo l’idealista.
1898 Dirige uma pequena biblioteca de literatura popular, La buona parola.
1901. Publica seu último romance, Col fuoco non si scherza. Morre em 6 de fevereiro.